# Cristiane Justino
Cristiane Justino Venancio, mer känd som Cris Cyborg, född 9 juli 1985 i Curitiba, är en brasiliansk MMA-utövare som sedan 2016 tävlar i organisationen Ultimate Fighting Championship där hon mellan juli 2017 och december 2018 var mästare i fjädervikt. Sedan 2019 tävlar hon i Bellator och sedan 25 januari 2020 är hon Bellators fjäderviktsmästare. Hon blev därmed den första MMA-utövaren, alla kategorier, som vunnit en titel i fyra större organisationer.
MMAnytt berättade 3 september 2019 att Cyborg skrivit på ett flerårigt, flera matcher långt avtal med Bellator.